# Turnera leptosperma
Turnera leptosperma är en passionsblomsväxtart som beskrevs av Ignatz Urban. Turnera leptosperma ingår i släktet Turnera och familjen passionsblomsväxter. Inga underarter finns listade i Catalogue of Life.